# Alice Trevisan
Alice Trevisan (Motta di Livenza, 2 luglio 1986) è un'ex rugbista a 15 italiana, già seconda linea del Riviera e internazionale dal 2009 al 2017, anno di fine attività.

## Biografia
Cresciuta a Cessalto, comune del Trevigiano, si avvicinò al rugby nel 2008 a Trieste, ove si trasferì per gli studi in Giurisprudenza alla locale università; lì rispose all'annuncio della Venjulia, società che cercava giocatrici, e fu quasi subito tesserata; grazie alla sua altezza (181 cm) fu notata in ottica internazionale per il ruolo di seconda linea ed esordì per l'Italia a Stoccolma durante il trofeo di qualificazione alla Coppa del Mondo di rugby femminile 2010.
Dopo lo scioglimento della femminile del Venjulia fu ingaggiata dal Riviera del Brenta a Mira, con cui vinse il titolo al suo primo anno.
Nonostante la militanza in Laguna, continuò gli studi a Trieste alternandoli anche con l'attività di allenatrice delle giovanili del Venjulia; tra le sue prestazioni internazionali di rilievo figura quello di miglior giocatrice nell'incontro d'apertura del Sei Nazioni 2013 in cui l'Italia batté per la prima volta nella storia del torneo la Francia, anche se non fu sufficiente per la qualificazione alla Coppa del Mondo di rugby femminile 2014, la quale giunse con le tre vittorie nel Sei Nazioni 2015 e quella successiva nel 2016 con le quali l'Italia ebbe la meglio su Galles e Scozia e si qualificò all'edizione 2017 della quale anche Trevisan fu parte, benché avesse già di molto diradato l'attività dopo la laurea; giunse alla rassegna mondiale già con l'annuncio del suo ritiro, internazionale e definitivo; disputò il suo ultimo incontro contro il Giappone, semifinale per i posti dal nono al dodicesimo, indisponibile per l'ultimo incontro a causa di un sospetto trauma cranico commotivo, per il quale il regolamento di gioco prevede il riposo obbligato.

## Palmarès
- Campionati italiani: 3
2009-10, 2011-12, 2012-13